# Статник, Юрий Михайлович
Ю́рий Миха́йлович Ста́тник (род. 9 мая 1947) — советский оперный певец (бас); Заслуженный артист Молдавской ССР (1976).

## Биография
В 1972 году окончил Кишинёвский институт искусств (кл. Н. Г. Киосы). В 1971—1976 годы — солист Молдавского театра оперы и балета; в 1974—1975 годы стажировался в Ла Скала.
С 1976 года — солист Большого театра. Педагог по вокалу Большого театра. Преподаёт в России и в Финляндии.

### Семья
Жена (с 1982) — Людмила Иосифовна Власова (р. 1942), балерина, солистка Большого театра (1961—1982), хореограф танцев на льду.

## Творчество

### Оперные роли
- Князь Юрий — «Сказание о невидимом граде Китеже и деве Февронии» Н. А. Римского-Корсакова

### Дискография
Источник — Каталог советских пластинок
| год        | партия                  | произведение                                        | композитор                  | дирижёр // альбом                                                | лейбл                    |
| ---------- | ----------------------- | --------------------------------------------------- | --------------------------- | ---------------------------------------------------------------- | ------------------------ |
| 1974       | [соло]                  | «Двойник»                                           | Ф. Шуберт                   | // Пятый Международный конкурс имени П. Чайковского (обозрение)  | «Мелодия», С10-05025-8   |
| 1978       | [соло]                  | «Дженни»                                            | Д. Д. Шостакович            | // VI Международный конкурс имени П. Чайковского : Сольное пение | «Мелодия», С10 10775-6   |
| 1978       | [соло]                  | «Разлука»                                           | Д. Д. Шостакович            |                                                                  | «Мелодия», С10-11239-40  |
| 1978       | [соло]                  | «Дженни»                                            | Д. Д. Шостакович            |                                                                  | «Мелодия», С10-11239-40  |
| 1978       | [соло]                  | «Баба мя»                                           | (молдавская народная песня) |                                                                  | «Мелодия», С10-11239-40  |
| 1978       | [соло]                  | Песня Варяжского гостя («Садко», 4-я картина)       | Н. А. Римский-Корсаков      | Александр Лазарев                                                | «Мелодия», С10-11239-40  |
| 1978       | [соло]                  | ария Филиппа («Дон Карлос», 4-е действие)           | Дж. Верди                   | Александр Лазарев                                                | «Мелодия», С10-11239-40  |
| 1990       | Князь Юрий Всеволодович | «Сказание о невидимом граде Китеже и деве Февронии» | Н. А. Римский-Корсаков      | Евгений Светланов; Большой театр, 1983                           | «Мелодия», С10 29809 002 |
| 2005, 2008 |                         | «Млада»                                             | Н. А. Римский-Корсаков      | Александр Лазарев; Большой театр                                 | Videoland                |

## Награды и признание
- 1-я премия Всесоюзного конкурса вокалистов им. Глинки (1973)
- диплом Международного конкурса им. Чайковского (1974)
- Заслуженный артист Молдавской ССР (1976)
- 2-я премия Международного конкурса молодых оперных певцов (София, 1976)
- 3-я премия Международного конкурса им. Чайковского (1978)